# IFK Ölme
IFK Ölme är en idrottsförening i Ölme som ligger i Värmland. Klubben bildades 1942, och utövar framförallt fotboll, men även andra sporter som skidsport och bordtennis. Framgångarna startade på 1980-talet, då man började klättra från Division VI, och på 1990-talet gick från Division VI till Division III. 2004 blev IFK:s bästa säsong i historien då man tillsammans med Degerfors IF var med och kämpade om seriesegern i Division 2 Västra Svealand. Det blev till slut en andraplats efter att man haft sämre målskillnad än Degerfors IF. 
Ölme har fostrat många bra spelare, bl.a. Magnus "Ölme" Johansson, som senare övergick till IFK Göteborg. IFK Ölme gick till kvartsfinal i Svenska cupen 2005. Det blev respass mot Djurgårdens IF – en match som förlorades – 0-6 inför 2 800 åskådare på Brovallen. 2005 krävdes en plats bland de fyra främsta i serien för att kvalificeras för nya Division 1  men klubben avslutade svagt och missade avancemang. Inför 2006  tappade laget många viktiga spelare och man lyckades inte klara nytt kontrakt i division 2 östra Svealand. 2007 gick sämre än förväntat och avslutades med bottenstrid i division 3 östra Svealand. IFK Ölme lyckades dock hänga kvar.